# Commodore Barry Bridge
De Commodore Barry Bridge is een cantileverbrug die de rivier de Delaware overspant tussen de plaatsen Chester (Pennsylvania) en Logan Township in New Jersey. De brug is vernoemd naar de Amerikaanse Onafhankelijkheidsoorlogheld John Barry. Aan de voet van de brug in Chester ligt het Barry Bridge Park waar ook het Talen Energy Stadium ligt van voetbalclub Philadelphia Union.
Op 14 april 1969 werd begonnen met de bouw van de brug en de brug werd geopend op 1 februari 1974. Met een overspanning van 501 meter is heeft de brug de grootste overspanning van de Verenigde Staten en de vier na grootste van de wereld.